# 連
連（むらじ）は、ヤマト政権のもとで行われた姓（かばね）の一つで、臣（おみ）とともに高位の豪族が保持した称号である。語源には諸説あるが、一定規模の社会集団を意味する「ムラ」の族長「ヌシ」とする説（「むらぬし」→「むらじ」）が有力である（ただし別姓の「村主」（すぐり）とは区別される）。『日本書紀』等の官撰史書では、連姓の多くは皇室以外の神々の子孫と記述される。

## 八色の姓施行前の連
連の姓を称した氏族には、大伴氏・物部氏・中臣氏・土師氏・弓削氏・尾張氏などがある。大和盆地の有力豪族が中心である臣に対して、連の多くは早くから大王に服属し、軍事や祭祀など特定の職能を専管する地位にあった。これらのうち大伴氏や物部氏など特に有力な氏族は大連（おおむらじ）と呼ばれ、臣の中の有力者である大臣（おおおみ）とともにヤマト政権の中枢で最高位を占め、王権を左右するほどの力をもった。

## 八色の姓施行後の連
天武天皇の八色の姓の改革により、それまで連を称していた中央の貴族は宿禰を授けられた。連は上から7番目に位置づけられ、主として地方の豪族が保持する姓となった。